# Nisa
Nisa (även Parthaunisa) var en forntida stad nära dagens samhälle Bagir, cirka 18 km sydväst om Asjchabad i Turkmenistan. Nisa var en av de första huvudstäderna i det iranska riket Partien och grundades enligt traditionen av Arsakes I och var känt som den kungliga nekropolen i  arsakiddynastin, trots att det aldrig påvisats att anläggningen varit vare sig ett kungligt residens eller ett mausoleum.
Utgrävningar i Nisa har avslöjat många byggnader, mausoleer och helgedomar, många inskrivna dokument och en plundrad skattkammare. Ett antal hellenistiska konstverk har grävts fram såväl som ett stort antal rhytoner av elfenben, den yttre sidan är dekorerad med iranska motiv eller klassiska mytologiska scener.
Nisa bytte sedermera namn till Mithradatkirt ("Mithradates fästning") av Mithradates I. Staden raserades helt av en jordbävning i början av första årtiondet.
2007 blev fästningen i Nisa ett världsarv.
Den här artikeln är helt eller delvis baserad på material från engelskspråkiga Wikipedia, tidigare version.